# George Gordon (militar)
George Washington Gordon (Pulaski, Tennessee; 5 de octubre de 1836 - Memphis, Tennessee; 9 de agosto de 1911) fue un abogado y militar estadounidense, oficial en el Ejército Confederado, durante la Guerra de Secesión de los Estados Unidos. Un año antes de finalizar la guerra, alcanzó el rango de General Brigadier. 
Después de la guerra, Gordon se dedicó a litigar en su pueblo natal. Allí, Gordon se convirtió en uno de los primeros integrantes del Ku Klux Klan. En 1867, Gordon escribió una propuesta donde se describía la organización del Klan, sus principios y sus propósitos. Al año siguiente, hizo una proclama donde advertía que el Klan había sido víctima de ataques, y en defensa propia tendría que actuar reprimiendo a sus enemigos.
- Datos: Q452920
- Multimedia: George Washington Gordon / Q452920